# Cnemaspis jerdonii
Cnemaspis jerdonii este o specie de șopârle din genul Cnemaspis, familia Gekkonidae, descrisă de Theobald 1868. Conform Catalogue of Life specia Cnemaspis jerdonii nu are subspecii cunoscute.